# Władimir Petkow
Władimir Petkow, bułg. Владимир Петков (ur. 26 stycznia 1971 w Widyniu) – bułgarski szachista, arcymistrz od 2007 roku.

## Kariera szachowa
Do 2003 nie osiągnął znaczących sukcesów na arenie międzynarodowej (posiadany w dniu 1 października 2003 ranking – 2343 pkt). Następnie w ciągu zaledwie dwóch lat awansował do czołówki bułgarskich szachistów. W tym okresie odniósł szereg sukcesów, m.in. zwyciężył w Aschach (2004), Wielkim Tyrnowie (2005) i Zadarze (2005), zajął IV m. w indywidualnych mistrzostwach Bułgarii (Plewen, 2005), zajął II m. w Ortigueirze (2005, za Tomasem Oralem), podzielił II m. w Marín (2005, za Holdenem Hernandezem Carmenatesem, wspólnie z Mariusem Manolache i Władimirem Dimitrowem), podzielił III m. w La Pobla de Lillet (2005, za Wiktorem Moskalenko i Karenem Movsziszianem, wspólnie z Anthony Kostenem) oraz triumfował w Ferrol (2005, gdzie wypełnił pierwszą normę arcymistrzowską). W 2006 podzielił II m. (za Holdenem Hernandezem Carmenatesem, wspólnie z Ilmarsem Starostitsem) w Ferrol. W 2007 wypełnił w Albacete (dz. III m. za Ibrahimem Chamrakułowem i Draganem Paunoviciem, wspólnie z Ramonem Mateo i Renierem Castellanosem Rodriguezem) i Metz (dz. III m. za Siergiejem Fiedorczukiem i Wasilijem Sikulą, wspólnie z m.in. Weresławem Eingornem, Andriejem Szczekaczewem, Wadimem Małachatko i Stanisławem Sawczenko) dwie kolejne normy arcymistrzowskie i pod koniec roku Międzynarodowa Federacja Szachowa przyznała mu ten tytuł. Podzielił również I m. (wspólnie z Hristosem Banikasem i Tigranem Gharamianem) w kolejnym otwartym turnieju, rozegranym w Atenach. W 2010 zwyciężył w Cesenatico, natomiast w 2014 zajął I m. w Gabicce Mare oraz w Martigny.
Reprezentował Bułgarię w turniejach drużynowych, m.in.:  na olimpiadzie szachowej (w roku 2006) oraz  na drużynowych mistrzostwach Europy (w roku 2013).
Najwyższy ranking w dotychczasowej karierze osiągnął 1 października 2013, z wynikiem 2573 punktów zajmował wówczas 6. miejsce wśród bułgarskich szachistów.